# Schlesiska upproren
Schlesiska upproren var tre uppror mellan 1919 och 1921, i vilka polacker och polska schlesier stred för att Oberschlesien skulle införlivas i Polen. Upproren stöddes inte militärt av den polska staten, som befann sig i krig mot Sovjetryssland.
Första upproret varade från den 16 till den 26 augusti 1919 och kvästes av Schwarze Reichswehr.
Andra upproret varade från den 19 till den 25 augusti 1920.
Tredje upproret varade från den 2 maj till den 21 juli 1921.